# Nicella multiramosa
Nicella multiramosa är en korallart som beskrevs av Kükenthal 1919. Nicella multiramosa ingår i släktet Nicella och familjen Ellisellidae. Inga underarter finns listade i Catalogue of Life.